# Thurston (Nebraska)
Pour les articles homonymes, voir Thurston.
Thurston est un village du comté de Thurston, dans l'État du Nebraska, aux États-Unis. En 2020, il comptait une population de 116 habitants.